# Richelor Sprangers
Richelor Sprangers (Port-au-Prince, 10 febbraio 1998) è un calciatore haitiano, attaccante del Kruisland.

## Carriera

### Club
Cresciuto nel settore giovanile del NAC Breda, esordisce con la prima squadra della squadra olandese il 25 novembre 2016, giocando da titolare la partita persa per 3-1 contro il Cambuur.

### Nazionale
Ha giocato nella nazionale haitiana Under-20.
Debutta in nazionale maggiore il 10 ottobre 2017, in occasione della Kirin Cup, entrando all'86º minuto nel match pareggiato per 3-3 contro il Giappone.

## Statistiche

### Presenze e reti nei club
Statistiche aggiornate al 4 gennaio 2018.
| Stagione         | Squadra          | Campionato       | Campionato | Campionato | Coppe nazionali | Coppe nazionali | Coppe nazionali | Coppe continentali | Coppe continentali | Coppe continentali | Altre coppe | Altre coppe | Altre coppe | Totale | Totale |
| Stagione         | Squadra          | Comp             | Pres       | Reti       | Comp            | Pres            | Reti            | Comp               | Pres               | Reti               | Comp        | Pres        | Reti        | Pres   | Reti   |
| ---------------- | ---------------- | ---------------- | ---------- | ---------- | --------------- | --------------- | --------------- | ------------------ | ------------------ | ------------------ | ----------- | ----------- | ----------- | ------ | ------ |
| 2016-2017        | NAC Breda        | ED               | 2          | 0          | CO              | -               | -               | -                  | -                  | -                  | -           | -           | -           | 2      | 0      |
| 2017-2018        | NAC Breda        | E                | 7          | 0          | CO              | 1               | 0               | -                  | -                  | -                  | -           | -           | -           | 8      | 0      |
| Totale NAC Breda | Totale NAC Breda | Totale NAC Breda | 9          | 0          |                 | 1               | 0               |                    | -                  | -                  |             | -           | -           | 10     | 0      |
| Totale carriera  | Totale carriera  | Totale carriera  | 9          | 0          |                 | 1               | 0               |                    | -                  | -                  |             | -           | -           | 10     | 0      |

### Cronologia presenze e reti in Nazionale
| Cronologia completa delle presenze e delle reti in nazionale ― Haiti | Cronologia completa delle presenze e delle reti in nazionale ― Haiti | Cronologia completa delle presenze e delle reti in nazionale ― Haiti | Cronologia completa delle presenze e delle reti in nazionale ― Haiti | Cronologia completa delle presenze e delle reti in nazionale ― Haiti | Cronologia completa delle presenze e delle reti in nazionale ― Haiti | Cronologia completa delle presenze e delle reti in nazionale ― Haiti | Cronologia completa delle presenze e delle reti in nazionale ― Haiti |
| Data                                                                 | Città                                                                | In casa                                                              | Risultato                                                            | Ospiti                                                               | Competizione                                                         | Reti                                                                 | Note                                                                 |
| -------------------------------------------------------------------- | -------------------------------------------------------------------- | -------------------------------------------------------------------- | -------------------------------------------------------------------- | -------------------------------------------------------------------- | -------------------------------------------------------------------- | -------------------------------------------------------------------- | -------------------------------------------------------------------- |
| 10-10-2017                                                           | Yokohama                                                             | Giappone                                                             | 3 – 3                                                                | Haiti                                                                | Kirin Cup                                                            | -                                                                    | 86’                                                                  |
| 10-11-2017                                                           | al-'Ayn                                                              | Emirati Arabi Uniti                                                  | 0 – 1                                                                | Haiti                                                                | Amichevole                                                           | -                                                                    | 46’                                                                  |
| Totale                                                               |                                                                      | Presenze                                                             | 2                                                                    |                                                                      | Reti                                                                 | 0                                                                    |                                                                      |